# مايك كوربيت (لاعب هوكي الجليد)
مايك كوربيت (بالإنجليزية: Mike Corbett)‏ هو لاعب هوكي الجليد أمريكي، ولد في 31 يناير 1972 في غرين باي في الولايات المتحدة.

## وصلات خارجية
- مايك كوربيت على موقع EliteProspects.com (الإنجليزية)
- مايك كوربيت على موقع HockeyDB.com (الإنجليزية)